# Rubén Alva Ochoa
Rubén Alva Ochoa es un ingeniero y político peruano. Fue Gobernador Regional de Huánuco desde 2015 hasta 2018.
Nació en Luyando, provincia de Leoncia Prado, departamento de Huánuco, el 23 de septiembre de 1958, hijo de Lucio Alva Rojas e Isabel Ochoa Vega. Cursó sus estudios primarios en la escuela N° 32011 Hermilio Valdizan y los secundarios en el INEI N° 19 Hermilio Valdizan en Huánuco. Posteriormente, cursó estudios superiores de ingeniería civil en la Universidad Nacional Hermilio Valdizán.
Su primera participación política fue en las elecciones regionales de 2010 en las que postuló como candidato del movimiento Auténtico Regional para la Presidencia Regional de Huánuco quedando en el cuarto lugar con sólo el 11.085% de los votos. En el 2014 postuló nuevamente en las elecciones regionales para la presidencia regional con el Movimiento Regional Integración Descentralista. En la primera vuelta, celebrada el 5 de octubre, quedó en el primer lugar de las preferencias electorales, delante del candidato Luis Picón. Al no haber alcanzado ninguno de los candidatos el 30% de los votos emitidos, Alva y Picón compitieron en segunda vuelta por la presidencia regional. El 7 diciembre fue elegido presidente de la región Huánuco en la segunda vuelta de las elecciones regionales para el periodo 2015-2018 por el Movimiento Regional Integración Descentralista.
El 12 de junio del 2019 fue nombrado Gerente Regional de Lima de la Autoridad para la Reconstrucción con Cambios.